# 巴布亞新畿內亞護照
巴布亞新畿內亞護照是巴布亞新畿內亞簽發給其公民用於國外旅行的證件。

## 格式與外觀
巴布亞新畿內亞護照封面自上而下分別印有巴布亚新几内亚国徽、英语國名（巴布亞新畿內亞）和（護照）。

## 簽證要求
根据2025年1月8日发布的亨利护照指数，巴布亚新几内亚护照可免签证、落地签证或电子签证入境87个国家和地区，位居世界第58，与巴林、沙特阿拉伯护照并列。

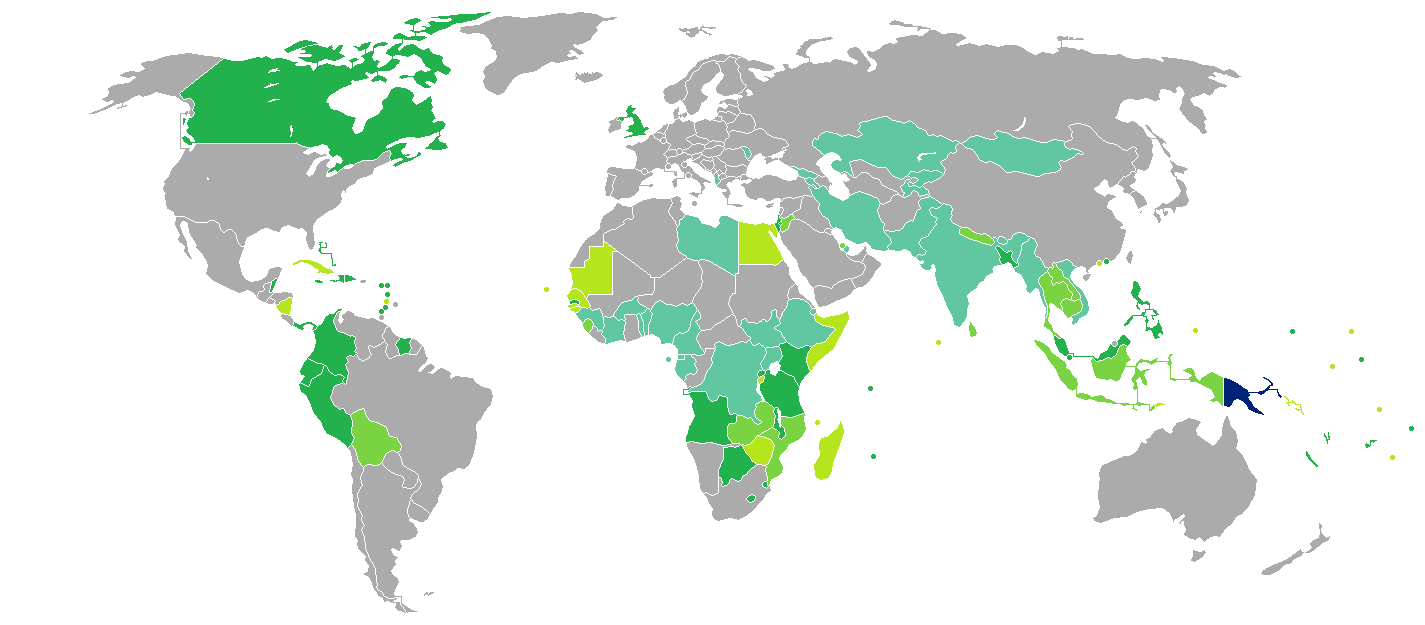